# متكيسة رئوية (طائفة)
المتكيسة الرئوية (باللاتينية: Pneumocystidomycetes) هي طائفة من الفطريات الزقية، وتحتوي على رتبة واحدة هي رتبة المتكيسة الرئوية، والتي بدورها تحتوي على فصيلة واحدة هي فصيلة المتكيسة الرئوية. أما الأخيرة فتحتوي على جنس واحد هو جنس المتكيسة الرئوية.